# 1900-ті у кіно

## Події
- Reulos, Goudeau & Co. розробляють 21 мм аматорський формат (Mirographe).
- Брати Люм'єр представили на Всесвітній виставці 75 мм формат плівки (Lumiere Wide).
- Рауль Грімуен Сансон[en] на Всесвітній виставці представив «Сінеораму». У центрі круглого павільйону, стіни якого слугували циліндричним екраном, розташовувався майданчик для глядачів і забезпечувався круговий огляд. Для знімання і проєкції використовували 10 кіноплівок, а десять кінознімальних апаратів кріпилися на загальній основі.
- Томас Едісон закриває «першу американську кіностудію» «Black Maria».

## Фільми
- 1900 в кіно — фільми
- 1901 в кіно — фільми
- 1902 в кіно — фільми
- 1903 в кіно — фільми
- 1904 в кіно — фільми
- 1905 в кіно — фільми
- 1906 в кіно — фільми
- 1907 в кіно — фільми
- 1908 в кіно — фільми
- 1909 в кіно — фільми

## Персоналії
- 1900 в кіно — персоналії
- 1901 в кіно — персоналії
- 1902 в кіно — персоналії
- 1903 в кіно — персоналії
- 1904 в кіно — персоналії
- 1905 в кіно — персоналії
- 1906 в кіно — персоналії
- 1907 в кіно — персоналії
- 1908 в кіно — персоналії
- 1909 в кіно — персоналії